# Iota Sculptoris
Iota Sculptoris (62 Sculptoris) é uma estrela na direção da constelação de Sculptor. Possui uma ascensão reta de 00h 21m 31.18s e uma declinação de −28° 58′ 52.7″. Sua magnitude aparente é igual a 5.18. Considerando sua distância de 310 anos-luz em relação à Terra, sua magnitude absoluta é igual a 0.29. Pertence à classe espectral K0III.